# آکانی سیمبین

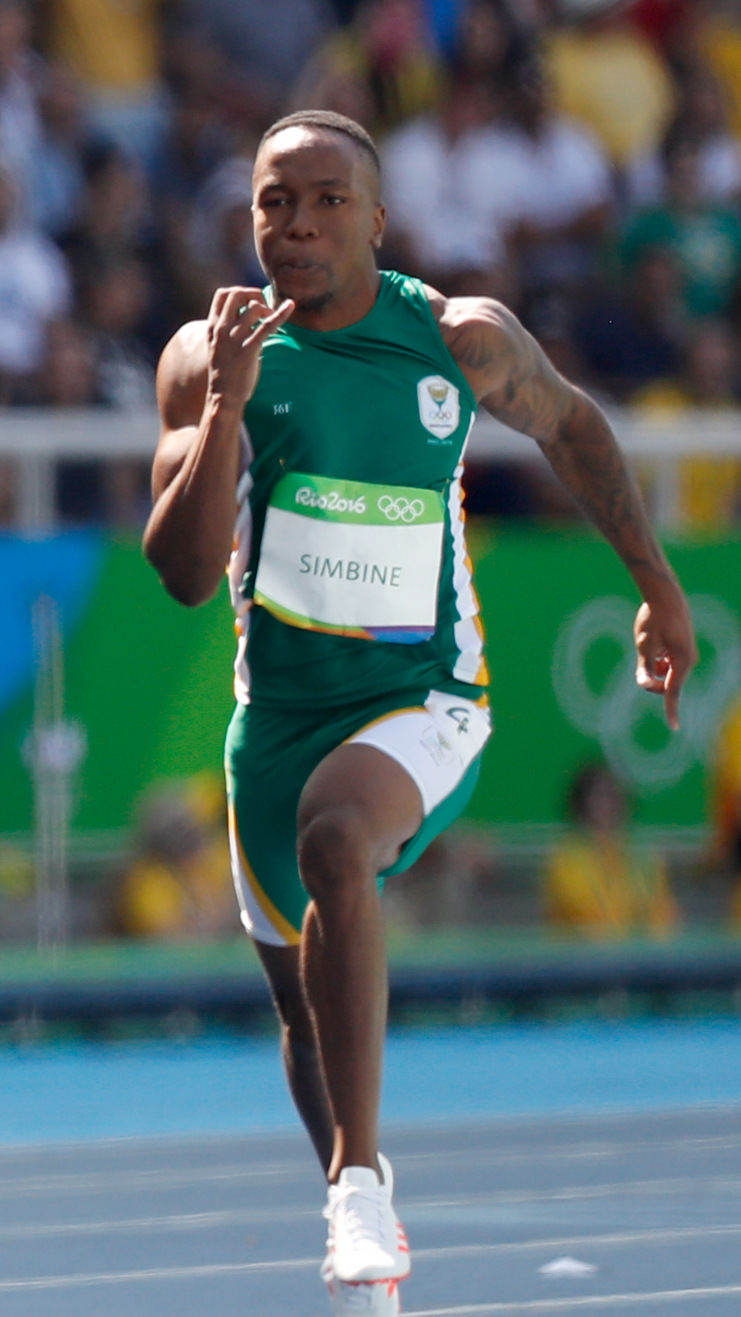
آکانی سیمبین در المپیک ۲۰۱۶ ریو

آکانی سیمبین (انگلیسی: Akani Simbine؛ ۲۱ سپتامبر ۱۹۹۳) دونده اهل آفریقای جنوبی است. از افتخارات وی میتوان وی می‌توان به کسب مدال طلا دو ۱۰۰ متر در یونیورسیاد ۲۰۱۵ اشاره کرد.